# NGC 2259
NGC 2259 est un amas ouvert, situé dans la constellation de la Licorne. Il a été découvert par l'astronome germano-britannique William Herschel en 1787.
NGC 2259 est à environ 3 311 pc (∼10 800 al) du système solaire et les dernières estimations donnent un âge de 316 millions d'années. La taille apparente de l'amas est de 3,5 minutes d'arc, ce qui, compte tenu de la distance, donne une taille réelle maximale d'environ 11,0 années-lumière. 
Selon la classification des amas ouverts de Robert Trumpler, cet amas renferme moins de 50 étoiles (lettre p) dont la concentration est moyenne (II) et dont les magnitudes se répartissent sur un intervalle moyen (le chiffre 2).